# Le Golem (film, 1936)
Pour les articles homonymes, voir Le Golem.
Pour plus de détails, voir Fiche technique et Distribution.
Le Golem est un film franco-tchécoslovaque en noir et blanc de Julien Duvivier sorti en 1936 inspiré de la pièce de Jiri Voskovec et Jan Werich Golem.

## Synopsis
Les Juifs de Prague sont écrasés sous le joug du chancelier Lang, un juif qui a renié sa foi, et qui exerce le pouvoir pendant que l'empereur Rodolphe II s'adonne à la débauche. Le rabbin Loew a autrefois créé le Golem, créature d'argile à la force surnaturelle, qui dort au fond d'un grenier. Un jeune rabbin, qui connait le secret, va lui redonner vie pour sauver son peuple.

## Fiche technique
- Réalisateur : Julien Duvivier, assisté de Walter Schorsch
- Adaptation : Julien Duvivier, André-Paul Antoine et Jiri Voskovec et Jan Werich  (non crédités)[1] d'après leur pièce Golem créée en 1931.
- Dialogues : André-Paul Antoine
- Décors : André Andrejew et Stepán Kopecky
- Photographie : Jan Stallich et Václav Vich
- Son : Bedrich Polednik
- Montage : Jiri Slavicek
- Musique : Josef Kumok
- Tournage : Tchécoslovaquie, Studios Barrandov (Prague)
- Production : Charles Philipp
- Directeur de production : Josef Stein
- Société de production : AB Film S.A. (Studios Barrandov)
- Distributeur d'origine : Les Artistes Associés
- Pays d'origine :  France,  Tchécoslovaquie
- Format : Son mono  (Tobis-Klangfilm) - Noir et blanc - 1,37:1
- Durée : 100 minutes
- Date de sortie : 
  - France - 6 février 1936

## Distribution
- Harry Baur : Rodolphe II
- Germaine Aussey : la comtesse Strada
- Jany Holt : Rachel
- Roger Karl : le chancelier Lang
- Charles Dorat : le rabbin Jacob
- Roger Duchesne : Trignac
- Gaston Jacquet : Bedrich
- Raymond Aimos : Toussaint
- Ferdinand Hart : le Golem
- Tania Doll : Madame Benoit
- Jan Cerny : Keppler
- Stanislas Neumann : Daniel
- Alfred Basyr : le cardinal
- Karel Schleichert : l'alchimiste
- Marcel Dalio : un rabbin
- Robert Ozanne